# Никитин, Юрий Михайлович (писатель)
Юрий Михайлович Никитин (25 августа 1935, Ленинград — 9 августа 2021, Саратов) — советский и российский писатель

. Жил в Саратове.
Член СП СССР (1976—1998).
Лауреат Литературной премии Саратовской области им. М. Н. Алексеева (1999).
Заслуженный работник культуры РФ (2003).

## Биография
Родился 25 августа 1935 года в Ленинграде, но считал себя коренным саратовцем, ибо дедовские корни его лежат в селе Ключи Базарно-Карабулакского района и по материнской линии — в Аткарске.
Первая мальчишеская мечта всегда стандартна: моряк или лётчик — в этой мечте естественное желание молодости открыто проявить свою мужественность, смелость, способность к риску. Когда Никитин учился в восьмом классе, он записался в аэроклуб и 12 мая 1951 года (тогда ему не было ещё и шестнадцати лет) сделал первый прыжок с парашютом. На следующее лето, он уже летал на планере А-2, а в 1953 году — на маленьком спортивном самолёте УТ-2. Сбылась и его мечта стать военным лётчиком, он летал на реактивных истребителях МИГ и МиГ-17. Все эти «небесные» ощущения легли позднее в основу рассказов и повести «Голубой карантин».
Закончив службу в 1959 году, Ю. М. Никитин сдал вступительные экзамены в Саратовский госуниверситет, совершенно убеждённый, что филологический факультет выпускает «готовых прозаиков и поэтов». Однако до первой настоящей публикации лежал долгий путь литературного ученичества, журналистской работы, растянувшийся на десять лет. После окончания университета Ю. М. Никитина принимают ассистентом на кафедру советской литературы. Работал редактором университетской многотиражной газеты.
Несколько лет он работал в областной комсомольской газете «Заря молодёжи», заведовал отделом прозы в Приволжском книжном издательстве.
Первые его десять рассказов публиковались в «Волге», «Литературной России», а затем вышли отдельной книгой. После сборника рассказов «Цвет неба» Ю. М. Никитин переходит к более крупному жанру — повести. В журналах «Новый мир» и «Волга» публикуются «Голубой карантин», «Время возвращений», «Событие».
За произведения, вошедшие в книги «Цвет неба» и «Жёсткий ветер — афганец», в 1976 году молодой прозаик принимается в члены Союза писателей СССР.
1983 год — руководитель Саратовского отделения Союза писателей СССР; 1998 — выходит из членов Союза писателей России в знак протеста против непрофессиональной литературной политики.
Умер 8 августа 2021 года.
Публиковался в «Литературной России», в журналах «Волга», «Новый мир», в Болгарии, Чехословакии, США.

## Книги
Всего им издано 13 книг.
- Цвет неба : рассказы. — Саратов : Приволж. кн. изд-во, 1971. — 159 с.
- Жёсткий ветер — афганец : повесть и рассказы. — М. : Современник, 1978. — 208 с.
- Время возвращений : повести. — Саратов : Приволж. кн. изд-во, 1980. — 208 с.
- Красных дней утеха : повести и рассказы. — Саратов : Приволж. кн. изд-во, 1983. — 248 с.
- Голубой карантин. — М., Современник, 1990
- И бог и подданный : роман. — Саратов : Приволжское изд-во, 1990
- Автопортрет провинциального… — Саратов, 1991.
- Кукушкино гнездо : повесть. — Саратов : Заволжье, 1993.
- Царские забавы : роман. — Саратов : Добродея, 1998.

Номинировался на премию Русский Букер.
- Возвращение в рай : эссе. — Саратов : Добродея, 1998.
- Санкт-Сарытау, или Похождения тайного еврея : роман.

Номинировался на премию Русский Букер
- Похвала графомании, художественно-публицистическое издание - Саратов: Добродея, 2018
- Время возвращений, повесть - Саратов: Добродея, 2020

Номинировался на премию Русский Букер.